# Thyridota nasuta
Thyridota nasuta är en insektsart som beskrevs av Johnsen 1991. Thyridota nasuta ingår i släktet Thyridota och familjen gräshoppor. Inga underarter finns listade i Catalogue of Life.